# نورالدين حشوف
نورالدين حشوف ( من مواليد 10 مايو 1940) لاعب كرة قدم جزائري دولي سابق. خاض 20 مباراة دولية وسجل 9 أهداف مع المنتخب الجزائري ولعب في كأس الأمم الأفريقية 1968 . 
وكان هداف البطولة الوطنية الجزائرية في موسم 1966-1967 برصيد 18 هدفا أثناء لعبه لنادي ترجي قالمة.